# 2006-os Formula–1 európai nagydíj
Az európai nagydíj volt a 2006-os Formula–1 világbajnokság ötödik versenye, amelyet 2006. május 7-én rendeztek meg a német Nürburgringen.

## Pénteki versenyzők
| Versenyző        | Csapat/Motor        |
| ---------------- | ------------------- |
| Alexander Wurz   | Williams-Cosworth   |
| Anthony Davidson | Honda               |
| Robert Doornbos  | Red Bull-Ferrari    |
| Robert Kubica    | BMW Sauber          |
| Adrian Sutil     | MF1-Toyota          |
| Neel Jani        | Toro Rosso-Cosworth |
| nem volt         | Super Aguri-Honda   |

## Időmérő edzés
Az első helyet Fernando Alonso szerezte meg Schumacher és Massa előtt.
| Helyezés | Versenyző            | Csapat/Motor        | 1. Rész  | 2. Rész  | 3. Rész  |
| -------- | -------------------- | ------------------- | -------- | -------- | -------- |
| 1        | Fernando Alonso      | Renault             | 1:31.138 | 1:30.336 | 1:29.816 |
| 2        | Michael Schumacher   | Ferrari             | 1:31.235 | 1:30.013 | 1:30.028 |
| 3        | Felipe Massa         | Ferrari             | 1:31.921 | 1:30.732 | 1:30.407 |
| 4        | Rubens Barrichello   | Honda               | 1:31.671 | 1:30.469 | 1:30.754 |
| 5        | Kimi Räikkönen       | McLaren-Mercedes    | 1:31.263 | 1:30.203 | 1:30.933 |
| 6        | Jenson Button        | Honda               | 1:31.420 | 1:30.755 | 1:30.940 |
| 7        | Jarno Trulli         | Toyota              | 1:31.809 | 1:30.733 | 1:31.419 |
| 8        | Jacques Villeneuve*  | BMW Sauber          | 1:31.545 | 1:30.865 | 1:31.542 |
| 9        | Juan Pablo Montoya   | McLaren-Mercedes    | 1:31.774 | 1:30.671 | 1:31.880 |
| 10       | Mark Webber†         | Williams-Cosworth   | 1:31.712 | 1:30.892 | 1:33.405 |
| 11       | Ralf Schumacher      | Toyota              | 1:31.470 | 1:30.944 |          |
| 12       | Nico Rosberg†        | Williams-Cosworth   | 1:32.053 | 1:31.194 |          |
| 13       | Giancarlo Fisichella | Renault             | 1:31.574 | 1:31.197 |          |
| 14       | David Coulthard      | Red Bull-Ferrari    | 1:31.742 | 1:31.227 |          |
| 15       | Nick Heidfeld        | BMW Sauber          | 1:31.457 | 1:31.422 |          |
| 16       | Vitantonio Liuzzi    | Toro Rosso-Cosworth | 1:32.651 | 1:31.728 |          |
| 17       | Christian Klien      | Red Bull-Ferrari    | 1:32.901 |          |          |
| 18       | Christijan Albers    | MF1-Toyota          | 1:32.936 |          |          |
| 19       | Scott Speed          | Toro Rosso-Cosworth | 1:32.992 |          |          |
| 20       | Tiago Monteiro       | MF1-Toyota          | 1:33.658 |          |          |
| 21       | Szató Takuma         | Super Aguri-Honda   | 1:35.239 |          |          |
| 22       | Franck Montagny      | Super Aguri-Honda   | 1:46.505 |          |          |

* Jacques Villeneuve-öt Giancarlo Fisichella feltartásáért megfosztották az időmérő edzés harmadik részében futott három leggyorsabb körétől, így 1:36.998-as idővel, és ennek megfelelően a tizedik rajtrácsból kezdhette meg a versenyt.
† Mark Webber és Nico Rosberg motorcsere miatt tízhelyes rajtbüntetést kapott, így a tizenkilencedik illetve a huszonkettedik rajtkockából indulhattak.

## Futam
A verseny ismét Michael és Fernando "csatájáról" szólt. A második boxkiállásokig Alonso tartani tudta a mögötte lévő németet, aki azonban a boxkiállásoknál megelőzte, és megnyerte a versenyt. A további pontszerző Massa, Räikkönen, Barrichello, Rosberg és Villeneuve lett. A leggyorsabb kört Michael Schumacher autózta (1:32,099). Ralf Schumacher, Juan Pablo Montoya, Szató Takuma, Franck Montagny, Jenson Button, Christian Klien és Mark Webber technikai problémák miatt kiestek. David Coulthard és Vitantonio Liuzzi a rajt után ütközött össze, mely után bejött a biztonsági autó is.
A verseny után Schumacher tizenhárom pontra csökkentette hátrányát Alonsóval szemben.
| Helyezés | Rajtszám | Versenyző            | Csapat/Motor        | Futott kör | Idő/Kiesés oka | Rajthely | Pont |
| -------- | -------- | -------------------- | ------------------- | ---------- | -------------- | -------- | ---- |
| 1        | 5        | Michael Schumacher   | Ferrari             | 60         | 1h35:58.765    | 2        | 10   |
| 2        | 1        | Fernando Alonso      | Renault             | 60         | + 3.751        | 1        | 8    |
| 3        | 6        | Felipe Massa         | Ferrari             | 60         | + 4.447        | 3        | 6    |
| 4        | 3        | Kimi Räikkönen       | McLaren-Mercedes    | 60         | + 4.879        | 5        | 5    |
| 5        | 11       | Rubens Barrichello   | Honda               | 60         | + 1:12.586     | 4        | 4    |
| 6        | 2        | Giancarlo Fisichella | Renault             | 60         | + 1:14.143     | 11       | 3    |
| 7        | 10       | Nico Rosberg         | Williams-Cosworth   | 60         | + 1:14.556     | 22       | 2    |
| 8        | 17       | Jacques Villeneuve   | BMW Sauber          | 60         | + 1:29.364     | 9        | 1    |
| 9        | 8        | Jarno Trulli         | Toyota              | 59         | + 1 kör        | 7        |      |
| 10       | 16       | Nick Heidfeld        | BMW Sauber          | 59         | + 1 kör        | 13       |      |
| 11       | 21       | Scott Speed          | Toro Rosso-Cosworth | 59         | + 1 kör        | 17       |      |
| 12       | 18       | Tiago Monteiro       | MF1-Toyota          | 59         | + 1 kör        | 18       |      |
| 13       | 19       | Christijan Albers    | MF1-Toyota          | 59         | + 1 kör        | 16       |      |
| Ki       | 7        | Ralf Schumacher      | Toyota              | 52         | Motorhiba      | 10       |      |
| Ki       | 4        | Juan Pablo Montoya   | McLaren-Mercedes    | 52         | Motorhiba      | 8        |      |
| Ki       | 22       | Szató Takuma         | Super Aguri-Honda   | 45         | Hidraulika     | 20       |      |
| Ki       | 23       | Franck Montagny      | Super Aguri-Honda   | 29         | Hidraulika     | 21       |      |
| Ki       | 12       | Jenson Button        | Honda               | 28         | Motorhiba      | 6        |      |
| Ki       | 15       | Christian Klien      | Red Bull-Ferrari    | 28         | Váltóhiba      | 15       |      |
| Ki       | 9        | Mark Webber          | Williams-Cosworth   | 12         | Hidraulika     | 19       |      |
| Ki       | 14       | David Coulthard      | Red Bull-Ferrari    | 2          | Baleset        | 12       |      |
| Ki       | 20       | Vitantonio Liuzzi    | Toro Rosso-Cosworth | 0          | Baleset        | 14       |      |

## A világbajnokság élmezőnyének állása a verseny után
| H | Versenyzők           | Pont | H | Konstruktőrök    | Pont |
| - | -------------------- | ---- | - | ---------------- | ---- |
| 1 | Fernando Alonso      | 44   | 1 | Renault          | 62   |
| 2 | Michael Schumacher   | 31   | 2 | Ferrari          | 46   |
| 3 | Kimi Räikkönen       | 23   | 3 | McLaren-Mercedes | 38   |
| 4 | Giancarlo Fisichella | 18   | 4 | Honda            | 19   |
| 5 | Felipe Massa         | 15   | 5 | BMW Sauber       | 11   |

## Statisztikák
A versenyben vezettek:
- Fernando Alonso 30 kör (1–16., 24–37.),
- Michael Schumacher 22 kör (17–18., 38–41., 45–60.)
- Kimi Räikkönen 8 kör (19–23., 42–44.).

Michael Schumacher 86. (R) győzelme, 70. (R) leggyorsabb köre, Fernando Alonso 10. pole-pozíciója.
- Ferrari 185. győzelme.
- Ez volt Franck Montagny első Formula–1-es versenye.
- A futamon szerezte meg Felipe Massa első dobogós helyezését.